# Гофман, Дмитрий Антонович
Дмитрий Антонович Гофман (1828—1907) — генерал от артиллерии, участник Кавказских походов и русско-турецкой войны 1877—1878 годов.

## Биография
Родился 1 июня 1828 года, происходил из дворян Херсонской губернии.
Образование получил в 1-м кадетском корпусе, из которого выпущен 13 июня 1848 года прапорщиком в 14-ю артиллерийскую бригаду, в рядах которой прошла значительная часть его боевой службы. Он сразу же принял участие в походе против венгров и за отличие был награждён орденом св. Анны 4-й степени, 13 июля 1849 года произведён в подпоручики и 2 сентября 1853 года — в поручики.
По возвращении из Венгрии Гофман оказался на Кавказе, где в 1849—1850 годах принимал участие в походах против горцев.
Во время Восточной войны Гофман находился сначала на Дунае, а затем в Севастополе и за отличие 4 августа 1855 года получил чин штабс-капитана.
В 1858 году Гофман был награждён орденом св. Станислава 3-й степени, 1 июля 1860 года произведён в капитаны и в 1862 году получил орден св. Станислава 2-й степени.
26 декабря 1866 года Гофман был произведён в подполковники и назначен командиром 4-й облегчённой батареи 14-й артиллерийской бригады. В 1868 году он получил императорскую корону к ордену св. Станислава 2-й степени, в 1870 году награждён орденом св. Анны 2-й степени, а в 1871 году за беспорочную выслугу 25 лет в офицерских чинах был удостоен ордена св. Владимира 4-й степени. 26 февраля 1873 года произведён в полковники.
С началом в 1877 году русско-турецкой войны Гофман был назначен в действующую на Дунае армию и принимал участие во многих сражениях, 1 декабря 1877 года ему была пожалована золотая сабля с надписью «За храбрость», а 7 апреля 1878 года он был удостоен ордена св. Георгия 4-й степени
За отличие против Турок при отражении атаки на Шипкинскую позицию, 5 Сентября 1877 года.
Кроме того за эту войну он в 1878 году был награждён орденом св. Владимира 3-й степени с мечами.
18 июня 1885 года Гофман был произведён в генерал-майоры и назначен командиром 4-й артиллерийской бригады, которой командовал до 7 октября 1893 года, когда был переведён на должность начальника артиллерии 8-го армейского корпуса. 14 ноября 1894 года он был произведён в генерал-лейтенанты.
19 марта 1901 года Гофман был отчислен от занимаемой должности и назначен членом Александровского комитета о раненых. 6 декабря 1906 года произведён в генералы от артиллерии. Среди прочих наград Гофман имел ордена св. Станислава 1-й степени (1889 год), св. Анны 1-й степени (1893 год), св. Владимира 2-й степени (1896 год) и Белого орла (1901 год).
Гофман скончался 7 января 1907 года в Одессе. Он был холост.